# Боллінгштедт
Боллінгштедт (нім. Bollingstedt) — громада в Німеччині, розташована в землі Шлезвіг-Гольштейн. Входить до складу району Шлезвіг-Фленсбург. Складова частина об'єднання громад Аренсгарде.
Площа — 27,05 км2. Населення становить 1410 ос. (станом на 31 грудня 2020).